# Siedliszczki (powiat chełmski)
Siedliszczki – wieś w Polsce położona w województwie lubelskim, w powiecie chełmskim, w gminie Rejowiec. Obok miejscowości przepływa niewielka rzeka Rejka, dopływ Wieprza. Od północy graniczą z rejowieckimi Siedliszczkami.
Wieś jest sołectwem w gminie Rejowiec. W latach 1975–1998 miejscowość należała administracyjnie do województwa chełmskiego. Według Narodowego Spisu Powszechnego (III 2011 r.) liczyła 138 mieszkańców i była szesnastą co do wielkości miejscowością gminy Rejowiec. 
Wierni Kościoła rzymskokatolickiego należą do parafii św. Jozafata Kuncewicza w Rejowcu.